# Radomir (okręg Dolj)
Radomir – wieś w Rumunii, w okręgu Dolj, w gminie Dioști. W 2011 roku liczyła 1123 mieszkańców.